# Oriol M. Diví
Oriol M. Diví   (Esplugues de Llobregat, 12 de febrer de 1924 - monestir de Montserrat, 19 de març de 2013) fou un monjo i un gran xilògraf. Era el segon fill de Josep Diví Ullastres (ebenista), i Magdalena Coll Gelabert.

## Biografia
Estudià dibuix i pintura a l’Acadèmia Baixas de Barcelona i s’ordenà sacerdot l’any 1952, durant el Congrés Eucarístic Internacional de Barcelona (1952), i el 1956 ingressà al monestir de Montserrat, i s’especialitzà en l’art de la xilografia sota la direcció d’Antoni Ollé Pinell al Conservatori de les Arts del Llibre. A partir del 1964 començà la seva producció artesanal d’exlibris, art en el qual arribà a excel·lir. L’any 1985, la Biblioteca de Catalunya li dedicà una exposició monogràfica, i el 1993 obtingué el primer premi de la Biennal Itàlia-Espanya d’Ortona. Fou convidat a exposar a les ciutats poloneses de Katowice (1996) i Wrocław (1997). Al novembre del 1997, el Museu de Montserrat li dedicà una exposició monogràfica. Participà activament en l’impuls del Museu de Montserrat. El seu treball fou recollit en el volum "Oriol Maria Diví. Ex-libris", que en conté 572 reproduïts a mida real, alguns dels quals són originals, gravats entre els anys 1960 i 2011. En 1971-83 formà part de la comunitat de Montserrat a l’institut ecumènic de Dayr al-Ṭanṭūr (Jerusalem).
Va tenir molts alumnes, alguns molt avantatjats com per exemple Miquel Rocabruna.